# Lista de futebolistas não nascidos na Austrália convocados para a Seleção Australiana
Este artigo traz uma lista com os futebolistas que não nasceram na Austrália, mas foram convocados para a Seleção nacional.

## Nacionalidade por jogador
- Em negrito os jogadores em atividade pela Seleção Australiana.

### África do Sul
- Keanu Baccus (5 jogos desde 2022)[1][2]
- Charlie O'Connor (7 jogos)[3]
- Billy Rogers (4 jogos em 1981)[4]
- Kimon Taliadoros (9 jogos e 3 gols entre 1990 e 1993)[5]
- Jack White[nota 1]

### Alemanha
- Roger Romanowicz (3 jogos em 1967)[6]
- Manfred Schäfer (49 jogos e 1 gol entre 1967 e 1974)[7]
- Les Scheinflug (6 jogos e 4 gols entre 1965 e 1968)[8]

### Argentina
- Walter Ardone (1 jogo em 1996)[9]
- Pablo Cardozo (4 jogos e 1 gol em 2000)[10]
- Oscar Crino (37 jogos e 6 gols entre entre 1981 e 1989)[11][12]
- Rodolfo Gnavi (1 jogo em 1975)[13]
- Gabriel Mendez (9 jogos entre 1994 e 2000)[14]

### Áustria
- James Jeggo (13 jogos desde 2018)[15]

### Brasil
- Agenor Muniz (20 jogos entre 1975 e 1978)[16]

### Croácia
- Miloš Degenek (41 jogos e 1 gol desde 2016)[nota 2][17][18]
- Fran Karačić (12 jogos e 1 gol desde 2021)[nota 3][19]

### Chéquia
- Mildo Mueller (1 jogo em 1955)[20]
- David Zeman (3 jogos em 1969)[21]

### Egito
- Garang Kuol (3 jogos desde 2022)[22]

### Escócia
| - John Anderson - Jim Armstrong - Steve Blair - Archie Blue - George Blues - Martin Boyle - Peter Boyle - Jimmy Cant - Billy Cook - Dave Cumberford - Jock Cumberford - Tommy Cumming - Jason Cummings - Ian Davidson - Robbie Dunn - Charlie Egan - Alec Forrest - Alec Heaney - Andy Henderson - Bobby Hogg - Pat Hughes - Sandy Irvine - Tom Jack - George Keith - John Little - James Love - Jimmy Mackay - Alan Marnoch | - Jim McCabe - Tommy McColl - Tom McCulloch - John McDonald - Garry McDowall - Hamilton McMeechan - Dave Mitchell - Jim Muir - Bill Murphy - Kenny Murphy - Johnny Orr - Jamie Paton - Jim Pearson - Johnny Peebles - George Raitt - Jack Reilly - Harry Rice - Jimmy Rooney - Willie Rutherford - Nigel Shepherd - Harry Souttar - John Stevenson - Tom Tennant - Sid Thomas - Joe Watson - Bob Wemyss - Alan Westwater |

### Estados Unidos
- Bruce Djite (9 jogos entre 2008 e 2015)[66]
- Angus "Billy" Gibb (1 jogo em 1933)[67]

### França
- Denis Genreau (4 jogos desde 2021)[68]

### Grécia
- Apostolos Giannou (12 jogos e 2 gols desde 2016)[nota 4][69]
- George Haniotis (1 jogo em 1988)[70]
- Peter Katholos (14 jogos e 2 gols entre 1981 e 1983)[71]
- Ange Postecoglou (4 jogos entre 1986 e 1988)[72]
- Peter Raskopoulos (15 jogos entre 1980 e 1987)[58]

### Hong Kong
- Connor Pain (1 jogo em 2013)[73]

### Hungria
- Attila Abonyi (61 jogos e 25 gols entre 1967 e 1977)[74]
- Peter Fuzes (2 jogos em 1967)[75]
- Steve Herczeg (2 jogos em 1965)[76]
- George Kulcsar (3 jogos entre 1996 e 1997)[77]
- Les Suchanek (1 jogo em 1954)[78]

### Inglaterra
| - Stan Ackerley - Alan Ainslie - Adrian Alston - Francis Awaritefe - Roy Blitz - Ken Boden - Wilfred Bratton - Greg Brown - Gary Byrne - Alec Cameron - Jim Campbell - Gary Cole - Robert Cornthwaite - John Coyne - Martyn Crook - Duncan Cummings - John Davies - Mike Denton - Bill Edwards - William Faulkner - Jack Gilmore - Dave Harding - Tony Henderson - Clem Higgins - Ray Ilott - Neil Kilkenny - Ray Lloyd - David Lowe | - Alf Mackey - Jack Mather - Frank McIver - Frank Millier-Smith - Kevin Muscat - Alan Niven - George Nuttall - Phil O'Connor - Tommy Oliver - Peter Ollerton - Ralph Piercy - David Ratcliffe - Ray Richards - Jim Robison - Robbie Slater - Geoff Sleight - Matt Smith - John Spanos - Warren Spink - Pete Stone - Ryan Strain - Jim Tansey - Jack Taylor - Paul Wade - Danny Walsh - Johnny Watkiss - Alf White - Peter Wilson - John Yzendoorn |

### Irão
- Daniel Arzani (6 jogos e 1 gol desde 2018)[119]

### Irlanda
- John Doyle (1 jogo em 1970)[120]
- Alex Gibb (6 jogo entre 1922 e 1923)[23]

### Irlanda do Norte
- Ron Adair (3 jogos e 1 gol entre 1954 e 1958)
- Alan Hunter (9 jogos e 1 gol entre 1986 e 1988)[121]
- Frank Loughran (8 jogos e 2 golS entre 1955 e 1958)[122]
- Billy Rice (5 jogos entre 1965 e 1969)[59]

### Itália
- Raphael Bove (1 jogo em 1998)[29]
- John Giacometti (3 jogos em 1967)
- John Perin (5 jogos entre 1969 e 1970)[123]
- Wally Savor (23 jogos entre 1984 e 1989)[124]

### Iugoslávia
- Eli Babalj (2 jogos e 2 gols em 2012)[125]
- Yakka Banović (2 jogos em 1980)[126]
- Vlado Bozinovski (6 jogos e 1 gol entre 1988 e 1992)[127]
- Branko Buljević  (30 jogos e 11 gols entre 1972 e 1975)[128]
- Billy Celeski (1 jogo em 2009)[129]
- Dino Djulbic (2 jogos em 2012)[130]
- Mehmet Duraković (64 jogos e 2 gols entre 1990 e 2002)[131]
- Milan Ivanović (59 jogos entre 1991 e 1998)[42]
- Mike Micevski (1 jogo em 1973)[132]
- Frank Micic (6 jogos e 1 gol entre 1967 e 1972)[14]
- Branko Milosevic (15 jogos e 2 gols entre 1990 e 1996)[133]
- Žarko Odžakov (3 jogos e 1 gol entre 1985 e 1987)[134]
- Ivo Prskalo (14 jogos e 1 gol entre 1979 e 1980)[135]
- Mendo Ristovski (2 jogos entre 1976 e 1978)[136]
- Ernie Tapai (37 jogos e 6 gols entre 1990 e 1998)[137]
- Doug Utjesenovic (61 jogos e 2 gols entre 1972 e 1976)
- Dario Vidošić (23 jogos e 2 gols entre 2009 e 2014)[138]
- Billy Vojtek (44 jogos e 13 gol entre 1967 e 1973)[139]

### Líbano
- Abbas Saad (4 jogos entre 1992 e 1998)[140]

### Malta
- Lou "Lolly" Vella (2 jogos em 1958)[141]

### Ilhas Maurícias
- Jean-Paul de Marigny (7 jogos entre 1987 e 1990)[142]

### Nigéria
- Bernie Ibini (2 jogos entre 2014 e 2015)[143]

### Nova Zelândia
- Archie Thompson (54 jogos e 28 gols entre 2001 e 2013)[144]

### País de Gales
- Billy Price (6 jogos e 7 gols)[145]

### Países Baixos
- Ted de Lyster (2 jogos em 1967)[146]
- Dick van Alphen (9 jogos entre 1967 e 1968)[147]

### Quênia
- Thomas Deng (2 jogos desde 2018)[148]
- Awer Mabil (31 jogos e 8 gols desde 2018)[148]

### Rodésia do Sul(atual Zimbabwe)
- Cliff van Blerk (2 jogos em 1967)[149]

### Roménia
- Josip Picioane (1 jogo em 1978)[150]

### Rússia
- Aku Roth (1 jogo)[151]

### Sudão
- Ruon Tongyik (2 jogos desde 2021)[152]

### Turquia
- Aytek Genc (3 jogos e 1 gol entre 1991 e 1997)[153]

### Ucrânia
- Nikita Rukavytsya (21 jogos e 1 gol desde 2009)[154]

### Uruguai
- Bruno Fornaroli (2 jogos desde 2022)[155]

## Por nacionalidade
| País             | Número de jogadores |
| ---------------- | ------------------- |
| Inglaterra       | 56                  |
| Escócia          | 54                  |
| Iugoslávia       | 19                  |
| Argentina        | 5                   |
| Grécia           | 5                   |
| Hungria          | 5                   |
| África do Sul    | 4                   |
| Irlanda do Norte | 4                   |
| Itália           | 4                   |
| Alemanha         | 3                   |
| Croácia          | 2                   |
| Áustria          | 2                   |
| Irlanda          | 2                   |
| Quênia           | 2                   |
| Países Baixos    | 2                   |
| Nova Zelândia    | 2                   |
| Estados Unidos   | 2                   |
| Brasil           | 1                   |
| Tchecoslováquia  | 1                   |
| Egito            | 1                   |
| França           | 1                   |
| Hong Kong        | 1                   |
| Irão             | 1                   |
| Líbano           | 1                   |
| Malta            | 1                   |
| Ilhas Maurícias  | 1                   |
| Nigéria          | 1                   |
| Roménia          | 1                   |
| Rodésia do Sul   | 1                   |
| Sudão            | 1                   |
| Turquia          | 1                   |
| Ucrânia          | 1                   |
| Uruguai          | 1                   |
| País de Gales    | 1                   |

## Links
- Current Australian squad profiles at Football Federation of Australia
- Australian Online Football Museum
- OzFootball - The Australian Football Site
- List of Australian internationals from 1922 to June 2008, ordered chronologically by debut, and also alphabetically